# Münnich Motorsport
Münnich Motorsport – niemiecki zespół wyścigowy założony w 2006 roku przez kierowcę wyścigowego oraz biznesmena René Münnicha. Ekipa wystawia samochody startujące w wyścigach samochodów turystycznych, wyścigach samochodów sportowych oraz rallycrossie. Ekipa startuje w World Touring Car Championship oraz German Rallycross Championship. W przeszłości zespół pojawiał się także w stawce FIA GT1 World Championship, FIA GT Championship, FIA European Championships for Rallycross Drivers oraz ADAC GT Masters.

## Starty

### World Touring Car Championship
| Rok  | Samochód                | Kierowcy          | Wyścigi | Wygrane | PP | NO | Pkt | M.K. | M.Z. |
| ---- | ----------------------- | ----------------- | ------- | ------- | -- | -- | --- | ---- | ---- |
| 2013 | SEAT León WTCC          | Robert Huff       | 24      | 2       | 0  | 1  | 215 | 4    | 3    |
| 2013 | SEAT León WTCC          | René Münnich      | 24      | 0       | 0  | 0  | 0   | NS   | 3    |
| 2013 | SEAT León WTCC          | Marc Basseng      | 24      | 0       | 0  | 0  | 57  | 13   | 3    |
| 2014 | Chevrolet RML Cruze TC1 | Gianni Morbidelli | 23      | 1       | 2  | 0  | 109 | 9    | 4    |
| 2014 | Chevrolet RML Cruze TC1 | René Münnich      | 22      | 0       | 0  | 0  | 3   | 19   | 4    |